# 苯并呋喃
苯并呋喃，也称为香豆酮、氧茚、β-苯并呋喃，是杂环芳香有机化合物

## 合成
苯並呋喃可由煤焦油萃取，也可將2-乙基苯酚脫氫而成。

### 實驗室方法
實驗室可用多種方法合成苯並呋喃，著名例子有：
用氯乙酸氧－烷化水杨醛，之后脫水得到。（環化）並脫羧。
氫氧化物進攻香豆素，重排成苯並呋喃：